# 아카시 해협

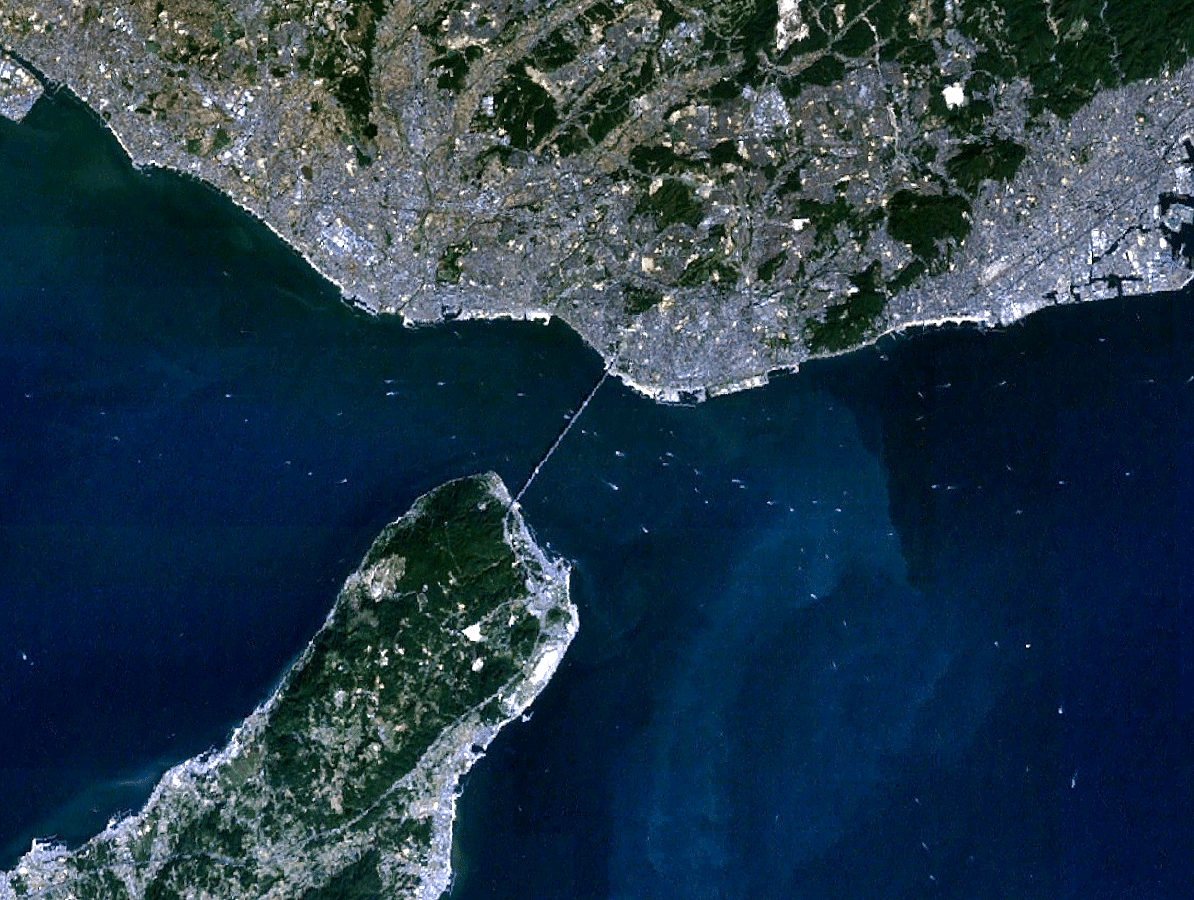
아카시 해협

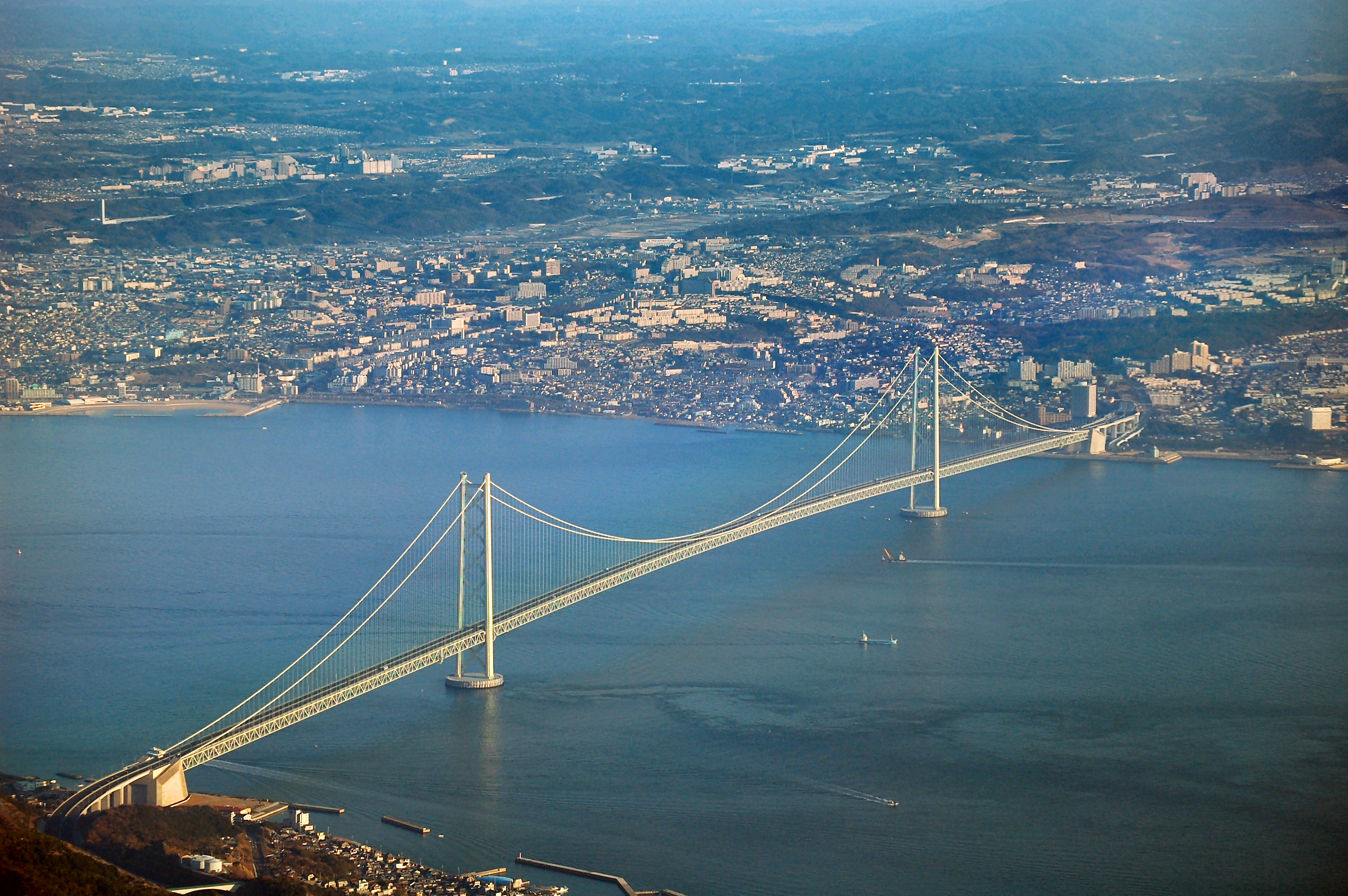
아카시 해협 대교

아카시 해협(일본어: 明石海峡)은 아와지섬과 혼슈 사이의 해협이다. 세토 내해와 오사카 만을 잇고 있다. 아카시 해협 대교가 건설되어 있다.